# 우스이 고개

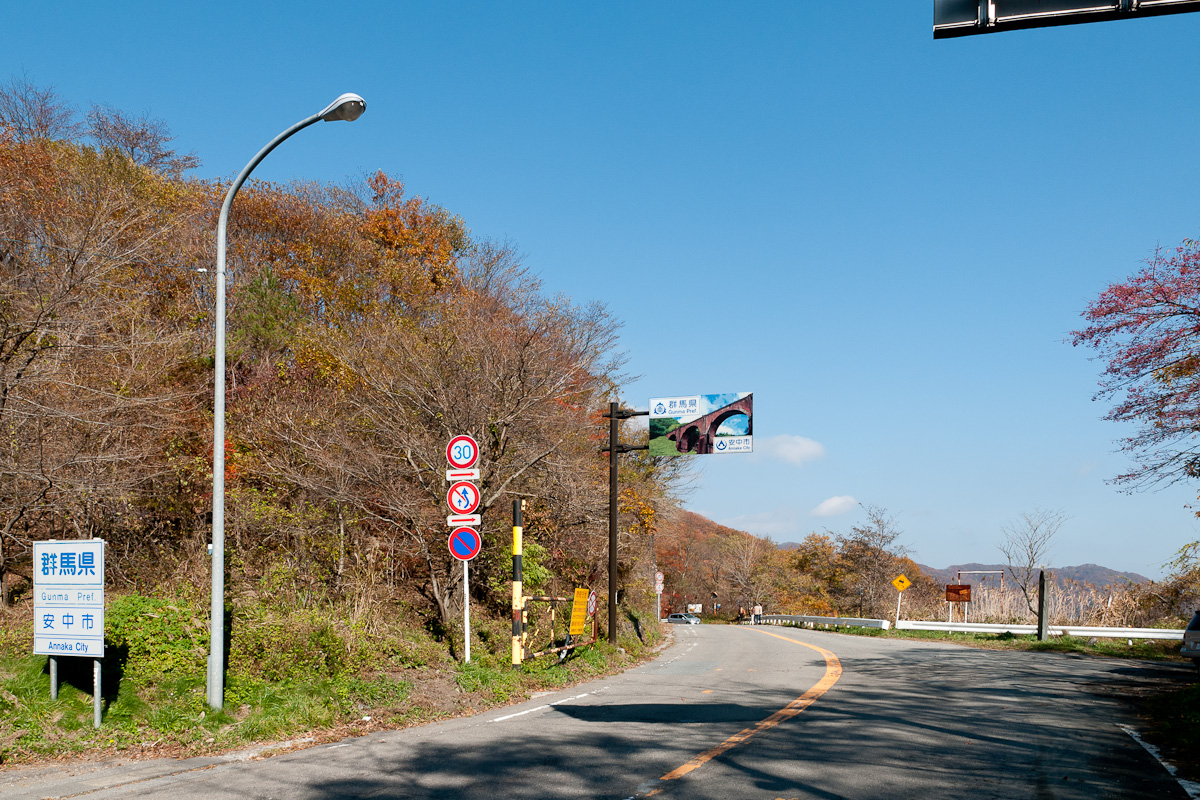

우스이 고개(일본어: 碓氷峠)는 군마현 안나카시와 나가노현 기타사쿠군 가루이자와정 사이의 고개이다. 같은 구간을 잇는 도로도 있지만, 무엇보다도 철도 고개로 유명하며 나가노와 다카사키를 잇는 신에쓰 본선의 가루이자와-요코카와 사이 구간이었고, 폐선 전까지 일본 JR 노선 가운데 최급구배인 66.7 퍼밀의 급경사로 유명했다. 구배가 심하여 일반 열차들이 단독으로 오르내리기에 가혹하여, 강력한 출력을 보유하고 특수 제동장치를 채용한 전기기관차 EF63이 보기로 열차를 지원했다. 이에 따라 189계 아사마, 489계 하쿠산 등 우스이 돌파용으로 특별 사양을 갖춘 전동차들이 12량 편성으로 우스이 고개를 운행할 수 있었다.
나가노 동계올림픽의 개최 등 신에쓰 본선의 수송력 증대 필요성이 제기되어 1997년 정비 신칸센 중 하나였던 호쿠리쿠 신칸센의 다카사키-나가노 구간이 개통됨에 따라 가루이자와-요코가와 구간의 재래선 운행이 중지, 노선 폐쇄되었으며, 가루이자와-나가노 구간의 잔여 신에쓰 본선 구간은 JR 히가시니혼에서 시나노 철도로 양도되어 제 3섹터화가 이루어졌다.
만화 《이니셜 D》 에서는 마코&사유키가 리더인 우스이 임팩트 블루의 홈그라운드이다.

## 같이 보기
- 우스이고개 철도문화마을